# Holmer Noor
Das Holmer Noor (dänisch: Holm Nor) ist ein über den Schleswiger Mühlenbach mit der Schlei (Kleine Breite) verbundener Binnensee in der Stadt Schleswig. Das zwischen der Schleswiger Altstadt und der Freiheit liegende Noor ist nach dem unmittelbar südlich angrenzenden Fischerviertel Holm benannt, das noch bis zu Beginn des 20. Jahrhunderts durch das Noor vom Festland abgetrennt war. 
Das früher einmal schiffbare Noor war ehemals eine Ausbuchtung der Schlei, wurde jedoch durch den Bau der Knud-Laward-Straße 1936 von der Schlei getrennt und ist heute zum Teil verlandet. Besonders im westlichen Bereich ist das Noor inzwischen überwiegend mit Reet besetzt und befindet sich durch Verbuschung in einer Entwicklung zum Niederwald. Im östlichen Bereich ist das Noor jedoch noch als Wasserfläche erkennbar. Das Noor war starken ökologischen Belastungen, zum Beispiel als Bauschuttdeponie nach dem Zweiten Weltkrieg, ausgesetzt. Inzwischen ist das etwa 22 Hektar große Gelände jedoch als Natura-2000-Gebiet anerkannt, und es gab Pläne, auf dem brach liegenden Gelände einen Naturerlebnisraum mit Wanderwegen und einer Aussichtsplattform zu etablieren. Im Holmer Noor sind zahlreiche Vogelarten wie zum Beispiel Eisvogel und Rohrweihe heimisch.